# Операція «Зумпфблюте»
Операція «Зумпфблюте» (нім. Sumpfblute) — операція німецьких військ проти українських партизанів у липні 1942 року.